# Little Snitch
Little Snitch — межсетевой экран для macOS. Производится и поддерживается австрийской компанией Objective Development Software GmbH.
Если приложение или процесс пытается установить исходящее соединение к интернету, Little Snitch предотвращает попытку. Пользователю выводится диалоговое окно, позволяющее разрешить или запретить соединение однократно или постоянно. Возможно создать ограничивающие правила на основе определённого порта, домена или протокола соединения. Режим сетевого монитора позволяет отслеживать проходящий трафик в реальном времени с отображением доменных имён и направления трафика.
Программа получила 4,5 звезды из 5 издания Macworld в 2008 году.
В 2017 году этот рейтинг от Macworld программа сохранила.